# Джилл Адамс
Джилл Адамс (22 липня 1930 — 13 травня 2008) — англійська актриса, художниця та фотомодель. Протягом 1950-х і 1960-х років вона знялася в більш ніж 25 фільмах.

## Життя
Джилл Адамс народилася в Лондоні в 1930 році в сім'ї актриси німого екрана Моллі Адер (справжнє ім'я Мері Маргеріт Поттер). Батько Джилл, який народився в Новій Зеландії, Артур Джеймс Сіггінс, познайомився з американцем ірландського походження Адейром, коли вона була на зйомках фільму «Блакитна лагуна» (1923). Сіггінс, колишній співробітник Британської Південно-Африканської поліції  та досвідчений тваринник, працював над фільмом «Чотири пера» (1921), а пізніше написав книгу про цей досвід « Зйомка з рушниці та камери ».
Джилл була однією з чотирьох дітей. Коли їй було шість років, Джилл переїхала до Уельсу, де продовжила навчання, після чого чотири роки працювала на фермі. Її мрією було стати художницею, і вона переїхала до Лондона, щоб продовжити цю кар’єру, працюючи продавцем, секретарем і оформлювачем вітрин. Після роботи оформлювачем вітрин до 1944 року Адамс працювала помічником художника в універмазі Mr & Mrs Jones, де їй доводилося відвідувати покази мод і робити ескізи одягу. Одного разу модель не прибула, і Адамс, яка виявилася ідеальним розміром, втрутилася, таким чином розпочавши модельну кар’єру, яка включала плакат із підняттям прапора для найму на жіночу королівську військово-морську службу. Під час роботи моделі її «відкрили» та почала акторську кар’єру, яка тривала два десятиліття.
Її найвідомішими фільмами були комедії, в яких вона досягла успіху, такі як «Лікар на морі» (1955), «Брати» (1957) і «Зелена людина» (1956), в яких вона зіграла з Аластером Сімом і Джорджем Коулом. Вона також працювала на сцені та радіо.
У 1951 році вона вийшла заміж за молодого йомена американського військово-морського флоту Джима Адамса, чиє прізвище вона прийняла професійно, в результаті чого народила доньку Тіну. Того ж року Джилл Адамс зіграла роль у вечірньому сценічному ревю «On with the New » з Ентоні Ньюлі в головній ролі, і хоча її шлюб розпався в 1953 році, вона почала знімати невеликі ролі в кіно: танцювати з Найджелом Патріком у «Забороненому вантажі», з'явившись у комедії Артура Аскі «Любовний матч» (1954) і в «Лікар на морі » (1955) з Дірком Богардом.
Вона зіграла одну зі своїх перших значних ролей у жвавому фільмі « Quota quickie » One Jump Ahead (1955), у рідкісному лиходійному образі вбивці, яка колись була старим репортером (Пол Карпентер), який зазвичай «один стрибок». попереду» поліції. Адамс була однією з семи дружин Рекса Гаррісона в складній комедії «Постійний чоловік» (1955).
На піку своєї акторської кар'єри в 1957 році Адамс вийшла заміж за відомого теле- і радіоведучого BBC Пітера Хейга і народила другу доньку Пету Луїзу. Адамс знялась з Річардом Аттенборо в The Scamp (1957), і отримала статус зірки в австралійському фільмі Dust in the Sun (1958), але він мав обмежений прокат. У 1960/61 роках вона знялася в телевізійному серіалі The Flying Doctor, заснованому на реальній діяльності Королівської служби літаючих лікарів, яка обслуговує австралійську глибинку.
Її кар'єра в цей момент, здавалося, втратила напрямок. «Смерть над моїм плечем » (1958) і «Кросстрап» (1960) були поганими фільмами «В», а її ролі в «Керрі Констебль» (1960) і «Лікар у біді» (1963) були невеликими. «Жовті плюшеві ведмедики» (1963) був експлуатаційним трилером (його назва в США — « Дівчата з водостоку »), а її невелика роль у фільмі «Пообіцяй їй усе» (1965) з Уорреном Бітті та Леслі Керон у головних ролях мала стати її останньою. У 1971 році вся родина переїхала до Алгарве  на півдні Португалії, де кілька років вони тримали невеликий готель у селі Албуфейра.
Коли її другий шлюб розпався, вона продовжила ресторанну кар'єру в супроводі свого партнера Майка. Через кілька років вона пішла з бізнесу та зі своїм новим партнером, Аланом «Бастером» Джонсом, бухгалтером, поїхала жити недалеко від Лісабона. Пізніше вони переїхали до Іспанії, де насолоджувалися будинками поблизу Аліканте, потім Барселони і, зрештою, на Коста-дель-Соль.
Після смерті Бастера в 1996 році вона повернулася до Португалії, щоб побути з онукою Еммою та її правнучкою Танею, і знову почала малювати. З 2005 року до смерті в 2008 році вона хворіла на рак 

## Фільмографія

### Телебачення
- Лещата (1955) як Венді Грейвс
- Пригоди Еггі (1956) як Pam
- Еванс отримав освіту як Глорія
- Мій друг Боб (1958) як Джилл
- Літаючий лікар (1959) як Мері Мередіт
- No Hiding Place (1963) як Пеггі Доусон

## Зовнішні посилання
- Некролог у The Times
- Некролог в The Independent